# بينجامين غافانون
بينجامين غافانون (بالفرنسية: Benjamin Gavanon)‏ (مواليد 9 أغسطس 1980 في مرسيليا - فرنسا) لاعب كرة قدم فرنسي يلعب حاليا لصالح نادي الدرجة الأولى سوشو الفرنسي منذ 2009 في مركز الوسط المدافع .

## روابط خارجية
- بينجامين غافانون على موقع رابطة كرة القدم الفرنسية للمحترفين (الإنجليزية)
- بينجامين غافانون على موقع قاعدة بيانات كرة القدم.إي يو (الإنجليزية)
- بينجامين غافانون على موقع ليكيب (الفرنسية)
- بينجامين غافانون على موقع Soccerbase.com (لاعب) (الإنجليزية)
- بينجامين غافانون على موقع Soccerway.com (الإنجليزية)
- بينجامين غافانون على موقع عالم كرة القدم.نت (الإنجليزية)
- بينجامين غافانون على موقع كووورة